# ВЛ40
ВЛ40 — серія дослідних радянських чотиривісних пасажирських електровозів, які були випущені Тбіліським електровозобудівним заводом у 1966 та 1969 рр.

## Проєкт
У 1960-х роках НЕВЗ та ТЕВЗ розробляли проєкт односекційного пасажирського електровозу з мономоторним приводом, при якому обидві колісні пари візка приводяться у рух загальним тяговим двигуном. В результаті НЕВЗ обмежився лише проєктом, а ТЕВЗ побудував два електровози масою 88 тонн з несучим кузовом і візками виробництва Ворошиловградського заводу - ВЛ40-002 в 1966 році і ВЛ40-001 в 1969.
Крім невеликої ваги, особливістю цих електровозів був мономоторний привід (один тяговий електродвигун приводив у рух 2 колісні пари), а тягові зусилля від візків на кузов передавалися через похилі тяги. Потужність електровозів становила не більше 3200 кВт. Силова електрична схема була запозичена у електровоза ВЛ80к, і мала також 33 позиції регулювання напруги та три ступені ослаблення збудження (69%, 50%, 40%). При цьому була запропонована нова схема допоміжних машин: замість фазорозщеплювача був застосований фазозрушуваючий трансформатор, який живив двофазні асинхронні двигуни - шість двигунів вентиляторів і два двигуни компресорів. Привід колісних пар кожного візка передавався через карданну муфту і однобічний редуктор.

## Доля
На подвльшу долю локомотива вплинув ряд факторів: доволі невелика потужність електровозу (вона становила не більше 3200 кВт), зростання ваги пасажирських поїздів вимагало потужніших локомотивів, початок поставок з Чехословаччини потужніших шестивісних електровозів ЧС4. У зв'язку з цим, електровози ВЛ40 не надійшли серійне виробництво та навіть експлуатацію. Роботи над двома виробленими електровозами були припинені ще до проведення тягово-енергетичних випробувань, а самі локомотиви були покинуті на коліях НЕВЗу. 
На сьогоднішній день жоден екземляр не зберігся.